# Eszperantó Park (Pécs)

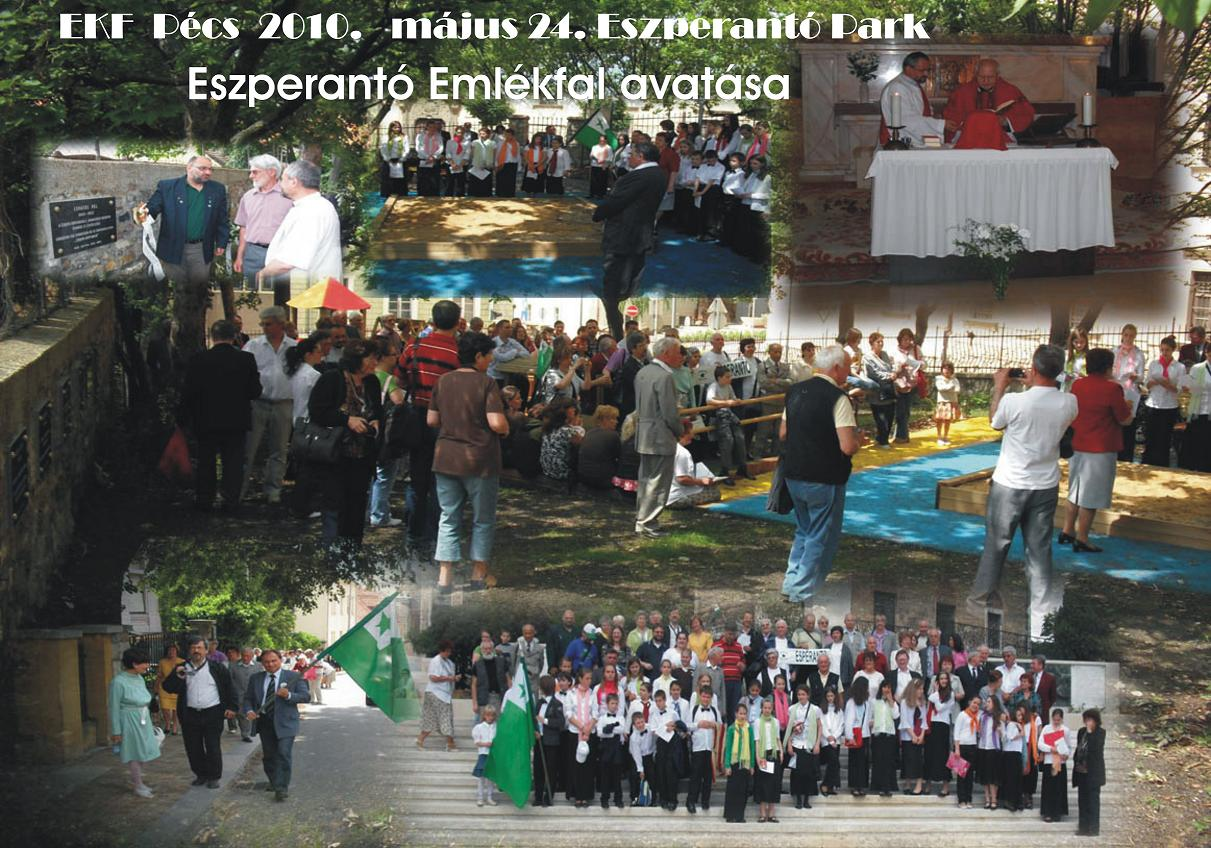
A felújított Eszperantó Park és az Eszperantó Fal avató ünnepsége (2010)

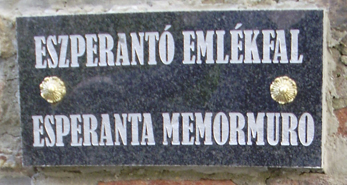

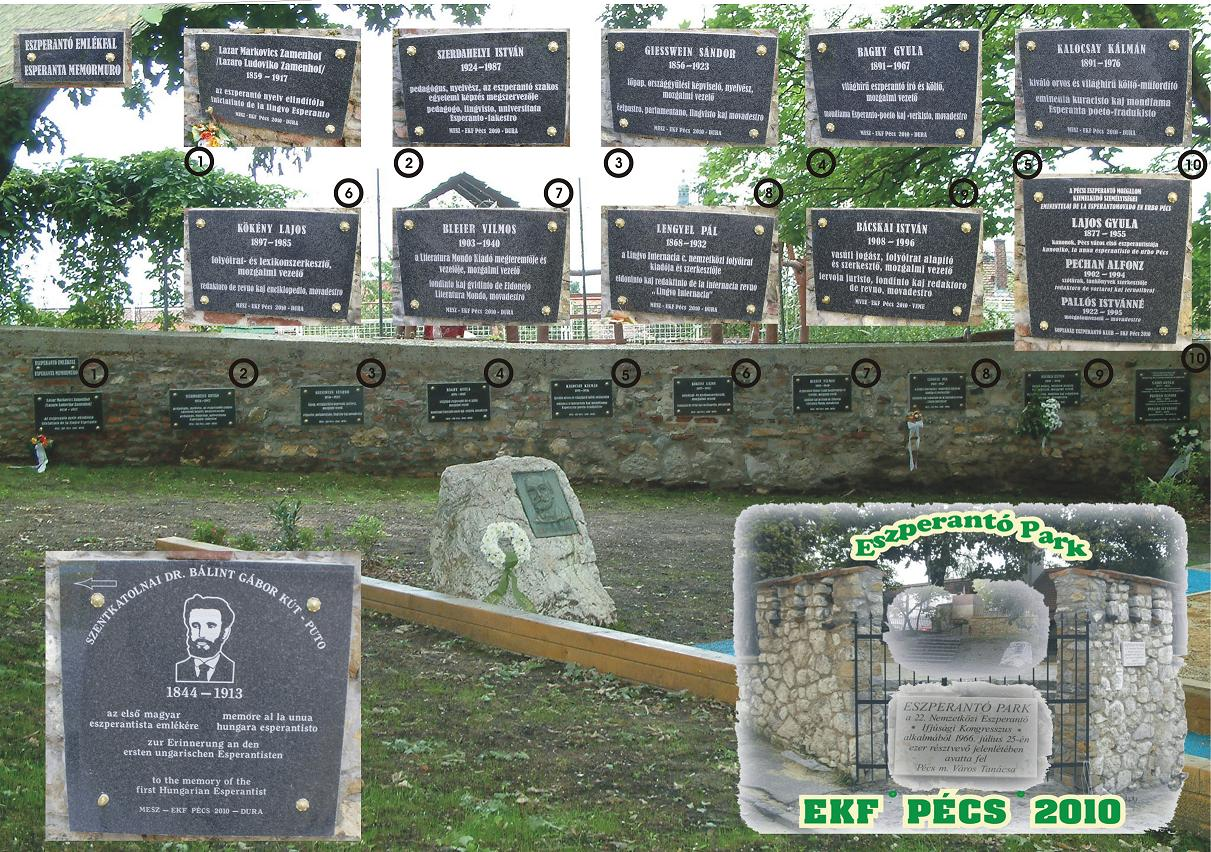
Az Eszperantó Emlékfal fotómontázsa, 2010. május 24-én avatták fel

Eszperantó Park – Pécs (Hunyadi út és Papnövelde utca sarok), Európa kulturális fővárosa ápolja az eszperantó nyelvhez fűződő kultúrát és hagyományokat, 2010-ben felavatta az Eszperantó Emlékfalat.

## Az Eszperantó Park története
Az Eszperantó Parkot 1966-ban létesítették Pécsett a 22. Nemzetközi Eszperantó Ifjúsági Kongresszus tiszteletére 1966. július 25-én avatták fel. A 20. században pezsgő eszperantó élet folyt a városban, egy időben több eszperantista klub is működött. Pécs az egyedüli Európa kulturális fővárosai közül, amely az eszperantó nyelv népszerűsítésével is foglalkozott. A Nagy kiállító tér – Múzeum utca projekt keretében felújították az Eszperantó Parkot teljességgel megőrizve és megerősítve annak eszperantó jellegét, de felújították a benne működő gyermekjátszóteret is.
Pécs Megyei Jogú Város Önkormányzata, Dombóvár Város Önkormányzata, a Dél-dunántúli Regionális Alapítvány – Dombóvár, a Sopianae Eszperantó Klub (Pécs), a Humán Európa Szövetség (Zalaegerszeg), a Magyarországi Eszperantó Szövetség – Budapest és a Steinmetz Bt. – Dombóvár szervezésében a már meglévő Zamenhof-fejes szikla emlék mellé 2010. május 24-én ünnepélyes keretek között avatták fel Lazar Markovics Zamenhof /Lazaro Ludoviko Zamenhof/, az eszperantó nyelv elindítójának kétnyelvű (magyar–eszperantó), összesen 13 magyar eszperantó kiválóság 11 gránitból készült kétnyelvű emléktábláját.
Az első magyar eszperantista szentkatolnai Bálint Gábor egy négynyelvű (magyar, eszperantó, német, angol) feliratos emléktáblát kapott.
A 13 magyar között igazi eszperantó világhírességek is vannak, Kalocsay Kálmán, Baghy Gyula, Lengyel Pál (nyomdász).
Kaptak emléktáblát olyan eszperantisták is, akiknek eddig még nem állítottak emléket, köztük Szerdahelyi István, Kökény Lajos, Bleier Vilmos, Bácskai István.
A pécsi eszperantistákat Lajos Gyula, Pechan Alfonz, Pallós Istvánné képviseli.
Hasonló Eszperantó Emlékfal még sehol nem készült eszperantistáknak, ez egy igazi eszperantó-unikum, a budapesti és a miskolci eszperantó-parkok még mindig felújításra várnak.
2010-ben az Európa kulturális fővárosa program keretében a bejáratnál emléktáblát állítottak az első magyar eszperantista, Szentkátolnai Bálint Gábor tiszteletére, továbbá egy róla elnevezett ivókutat is felállítottak.

## Eszperantó Emlékfal (Esperanta Memormuro)
A lista G. Nagy Róbert összeállítása, kézirat és fénykép. A táblákon található rövidítések jelmagyarázata:
MESZ – Magyarországi Eszperantó Szövetség
DURA – Dél-dunántúli Regionális Alapítvány
EKF – Európa kulturális fővárosa

### 1. számú tábla

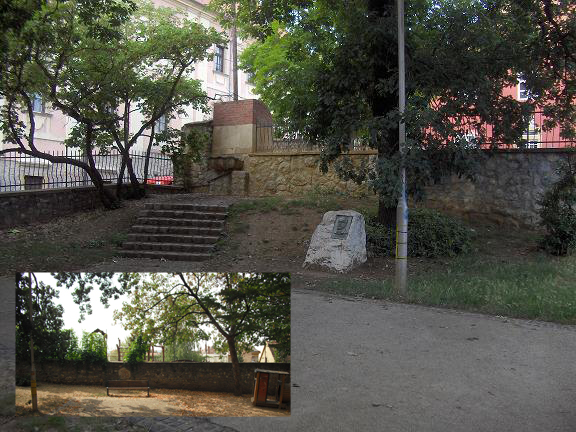
A pécsi Eszperantó Park a felújítás előtt (fotómontázs, 2009)

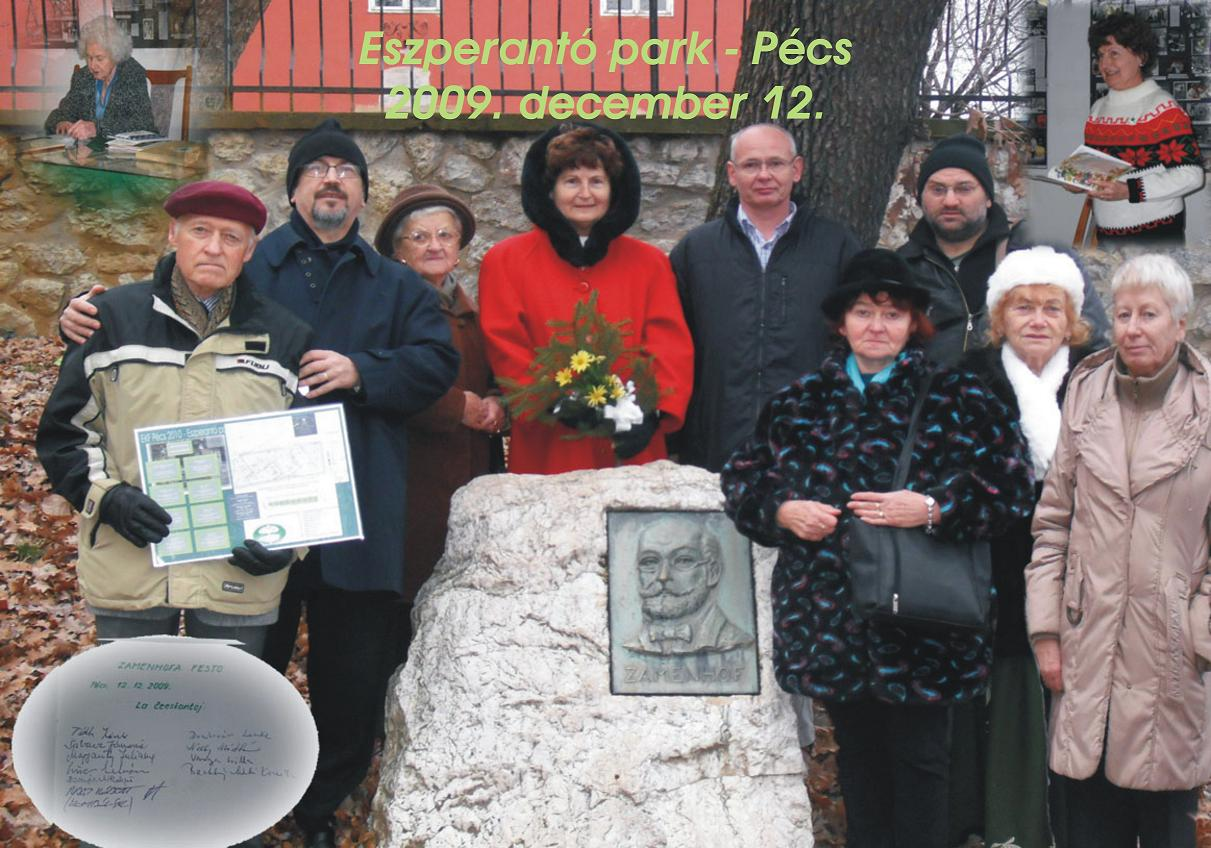
A pécsi Sopianae Eszperantó Klub ünnepsége a Zamenof-napon (2009)

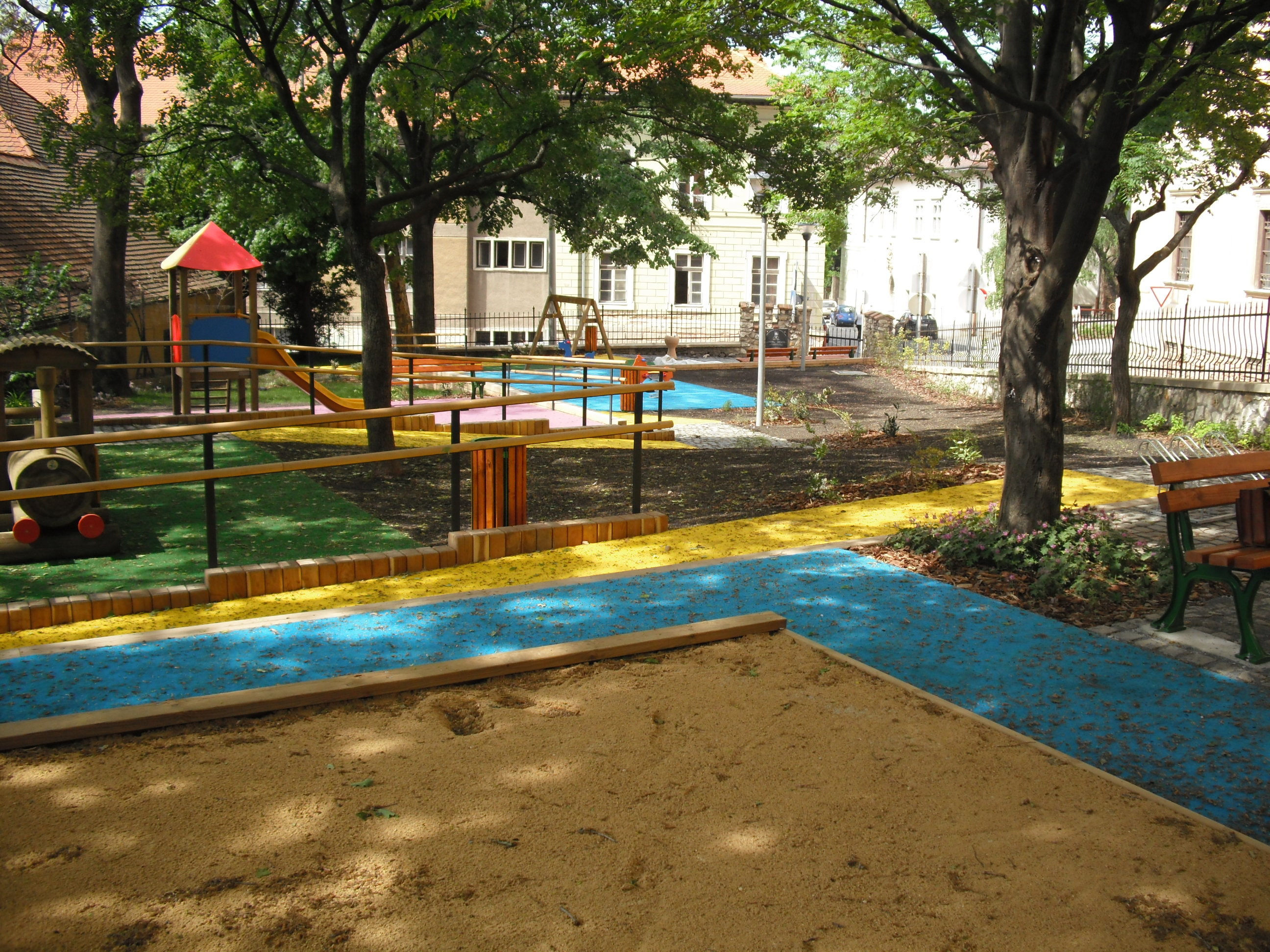
Az Eszperantó Park másik funkciója, játszótér a gyermekeknek

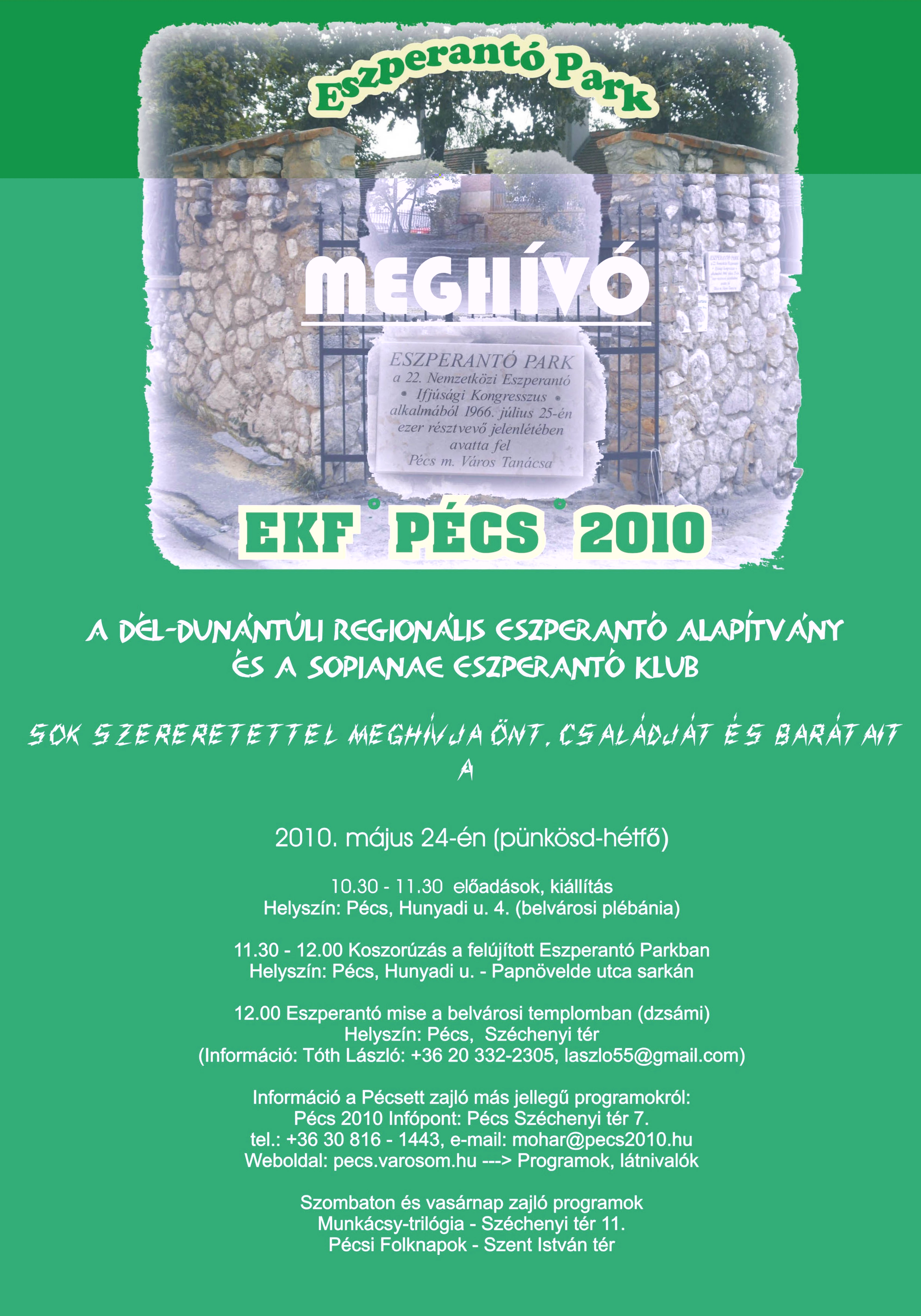
Meghívó az Eszperantó Fal avató ünnepségére

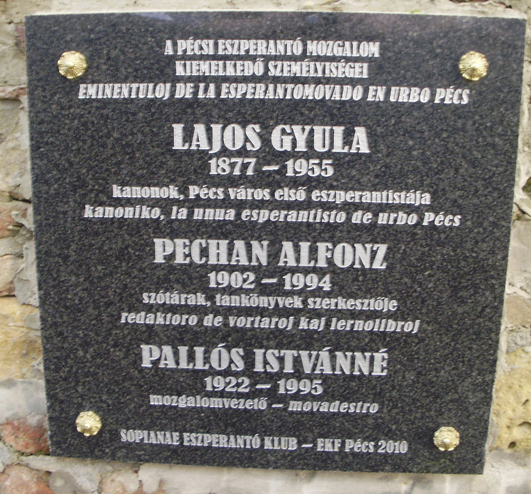
Három pécsi eszperantista emléktáblája a pécsi Eszperantó Parkban (2010)

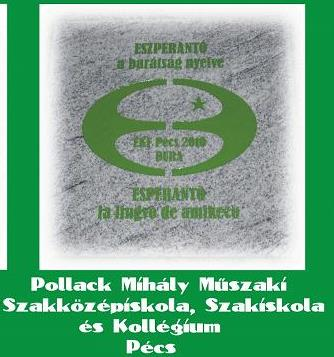

Lazar Markovics Zamenhof /Lazaro Ludoviko Zamenhof/
1859–1917
az eszperantó nyelv elindítója
la iniciatinto de la lingvo Esperanto
MESZ – EKF Pécs 2010 – DURA

### 2. számú tábla
Szerdahelyi István
1924–1987
pedagógus, nyelvész, az eszperantó szakos egyetemi képzés megszervezője
pedagogo, lingvisto, universitata Esperanto-fakestro
MESZ – EKF Pécs 2010 – DURA

### 3. számú tábla
Giesswein Sándor
1856–1923
főpap, országgyűlési képviselő, nyelvész, mozgalmi vezető
ĉefpastro, parlamentano, lingvisto kaj movadestro
MESZ – EKF Pécs 2010 – DURA

### 4. számú tábla
Baghy Gyula
1891–1967
világhírű eszperantó író és költő, mozgalmi vezető
mondfama Esperanto – poeto kaj – verkisto, movadestro
MESZ – EKF Pécs 2010 – DURA

### 5. számú tábla
Kalocsay Kálmán
1891–1976
kiváló orvos és világhírű eszperantó költő-műfordító
eminenta kuracisto kaj mondfama Esperanta poeto-tradukisto
MESZ – EKF Pécs 2010 – DURA

### 6. számú tábla
Kökény Lajos
1897–1985
folyóirat- és lexikonszerkesztő, mozgalmi vezető
redaktoro de revuo kaj enciklopedio, movadestro
MESZ – EKF Pécs 2010 – DURA

### 7. számú tábla
Bleier Vilmos
1903–1940
a Literatura Mondo Kiadó megteremtője és vezetője, mozgalmi vezető
fondinto kaj gvidinto de Eldonejo Literatura Mondo, movadestro
MESZ – EKF Pécs 2010 – DURA

### 8. számú tábla
Lengyel Pál (nyomdász)
1868–1932
a Lingvo Internacia c. nemzetközi folyóirat kiadója és szerkesztője
eldoninto kaj redaktinto de la internacia revuo „Lingvo Internacia”
MESZ – EKF Pécs 2010 – DURA

### 9. számú tábla
Bácskai István
1908–1996
vasúti jogász, folyóirat alapító és szerkesztő, mozgalmi vezető
fervoja juristo, fondinto kaj redaktoro de revuo, movadestro
MVEE – EKF Pécs 2010 – VEME

### 10. számú tábla
A pécsi eszperantó mozgalom kiemelkedő személyiségei
Eminentuloj de la esperanto–modavo en urbo Pécs
Lajos Gyula
1877–1955
kanonok, Pécs város első eszperantistája
kanoniko, la unua esperantisto de urbo Pécs
Pechan Alfonz
1902–1994
szótárak, tankönyvek szerkesztője
redaktoro de vortaroj kaj lernolibroj
Pallós Istvánné
1922–1995
mozgalomvezető — movadestro
Sopiane Eszperantó Klub – EKF Pécs 2010

### 11. számú tábla
Szentkatolnai dr. Bálint Gábor KÚT – PUTO
1844–1913
az első magyar eszperantista emlékére
memore al la unua hungara esperantisto
zur Erinnerung an den ersten ungarischen Esperantisten
to the memory of the first Hungarian Esperantist
MESZ – EKF Pécs 2010 – DURA

## A pécsi eszperantó mozgalom híres képviselői betűrendben
- Ákos Lajos (1890–1978) mozgalomszervező
- Gebaur Izor (1839–1916) paptanár, volapük író, majd eszperantista
- Lajos Gyula (1877–1955) kanonok, katolikus mozgalomszervező
- Máthé Kálmánné (1920–2010) a pécsi Eszperantó Múzeum alapítója, mozgalomszervező
- Palkó Sándor (1911–2001) nyomdász, megyei tanácselnök, az egyesület országos elnöke
- Pallós Istvánné (1922–1995) mozgalomszervező
- Pechan Alfonz (1902–1994) szótárak, tankönyvek szerkesztője